# Resta in ascolto (singolo)
Resta in ascolto è un brano musicale della cantante italiana Laura Pausini. È il 1° singolo che anticipa l'uscita dell'album Resta in ascolto del 2004, trasmesso in radio dal 10 settembre.

## Descrizione
La musica è composta da Daniel Vuletic; il testo è scritto da Laura Pausini e Cheope; l'adattamento spagnolo è di Badia.
La canzone viene tradotta in lingua spagnola con il titolo Escucha atento, inserita nell'album Escucha ed estratta come 1° singolo in Spagna e in America Latina.
I 2 brani vengono trasmessi in radio; vengono realizzati i due videoclip. In Italia ha avuto un ottimo successo radiofonico.

## Il video
Il videoclip (in lingua italiana e in lingua spagnola) è stato diretto dal regista Paolo Monico, e realizzato alla fine di aprile 2004 a Los Angeles, tra Venice, Santa Monica e Vazquez Rocks. Il video è stato ripreso in pellicola 35 mm e le scene con le vedute aeree sono state girate all'alba da un elicottero in volo sulle Vazquez Rocks.
Il videoclip del brano Resta in ascolto viene inserito negli album:
- Resta in ascolto Limited Edition CD+DVD.
- Escucha Limited Edition CD+DVD.

Il videoclip del brano Escucha atento viene inserito negli album:
- Resta in ascolto Limited Edition CD+DVD.
- Escucha Limited Edition CD+DVD.
- Escucha CD+DVD Edition
- Escucha Enanched Edition
- compilation del disc jockey Tommy Vee Housterity del 2005

Nei 2 album Limited Edition è presente il Making of the video. Nell'album Live in Paris 05 2 DVD Edition è presente il videoclip di Escucha atento Remix.

## Tracce
CDS - Promo 015044 Warner Music Italia
1. Resta in ascolto

CDS - Warner Music Italia
1. Resta in ascolto
2. Resta in ascolto (Instrumental)

CDS - Promo 015062 Warner Music Spagna
1. Escucha atento

CDS - Promo 1716 Warner Music Messico
1. Escucha atento

CDS - 5050467520226 Warner Music Europa
1. Resta in ascolto
2. Escucha atento

CDS - 5050467515628 Warner Music Europa
1. Resta in ascolto
2. Escucha atento
3. Resta in ascolto (Instrumental)

CDS - 5050467529229 Warner Music Europa
1. Escucha atento
2. Resta in ascolto
3. Escucha atento (T&F vs Moltosugo Radio Edit)

CDS - 5050467619920 Warner Music Europa
1. Resta in ascolto (T&F vs Moltosugo Radio Edit)
2. Escucha atento (T&F vs Moltosugo Radio Edit)
3. Resta in ascolto (Luca Cassani Radio Remix)
4. Resta in ascolto (Andrea T. Mendoza vx Tibet Radio Mix)
5. Escucha atento (Kelly Pituso & Strump Dub Mix)
6. Resta in ascolto (T&F vs Moltosugo Klub Mix)

CDS - WMSPROM45 Warner Music Europa
1. Resta in ascolto (T&F vs Moltosugo Radio Edit)
2. Resta in ascolto (Luca Cassani Radio Remix)
3. Resta in ascolto (Andrea T. Mendoza vx Tibet Radio Mix)
4. Resta in ascolto

33 giri - ARP21137 Warner Music Europa
1. Resta in ascolto (Luca Cassani Amore Dub Mix)
2. Escucha atento (Andrea T. Mendoza vs. Tibet Dub Mix)

33 giri - ARP21135 Warner Music Italia
1. Resta in ascolto (T&M vs. Moltosugo Klub Mix)
2. Resta in ascolto (Andrea T. Mendozza vs. Tibet Club Mix)
3. Resta in ascolto (Luca Cassani Club Remix)
4. Resta in ascolto (Luca Cassani Amore Dub Mix)

33 giri - ARP21135DBL Warner Music Italia
1. Resta in ascolto (T&M vs. Moltosugo Klub Mix)
2. Resta in ascolto (Andrea T. Mendozza vs. Tibet Club Mix)
3. Resta in ascolto (Luca Cassani Club Remix)
4. Resta in ascolto (Luca Cassani Amore Dub Mix)

33 giri - ARP21136 Warner Music Italia
1. Escucha atento (T&F vs. Moltosugo Klub Mix)
2. Escucha atento (Andrea T. Mendoza vs. Tibet Club Mix)
3. Escucha atento (Luca Cassani Club Remix)
4. Escucha atento (Kelly Pitiuso & Strump Dub Mix)

Download digitale
1. Resta in ascolto
2. Escucha atento

## Crediti
- Laura Pausini: voce
- Paolo Costa: basso
- Alfredo Golino: batteria
- Cesare Chiodo: basso, chitarra acustica, pianoforte, tastiera, programmazione
- Pier Foschi: batteria
- Daniel Vuletic: chitarra acustica
- Emiliano Fantuzzi: chitarra elettrica
- Ian Thomas: batteria
- Riccardo Galardini: chitarra acustica
- Gabriele Fersini: chitarra elettrica
- Vincenzo Rende: chitarra elettrica
- Massimo Varini: chitarra acustica, chitarra elettrica
- Dado Parisini: pianoforte, tastiera, programmazione

## Pubblicazioni
Resta in ascolto viene inserita nella compilation Radio Italia. 30 anni di singoli al primo posto  del 2012; in versione Live negli album Live in Paris 05 del 2005 (video), San Siro 2007 del 2007 (video), Laura Live World Tour 09 del 2009 (audio), Fatti sentire ancora/Hazte sentir más del 2018 (video) e in 20 - The Greatest Hits/20 - Grandes Exitos del 2013 in lingua italo-spagnola (audio) (Resta in ascolto/Escucha atento).
Escucha atento viene inserita in versione Live negli album Live in Paris 05 del 2005 (audio e video) e Laura Live Gira Mundial 09 del 2009 (audio e video).
Escucha atento (Luca Cassani Amore Dub Mix) viene inserito nelle compilation del 2006 X Anniversary e First Class/Business Class.

## Classifiche
Resta in ascolto entra in classifica il 7 ottobre 2004, raggiungendo il 1º posto nella classifica FIMI per 4 settimane. A distanza di undici anni, è il secondo singolo dell'artista a raggiungere il 1º posto in Italia, dopo La solitudine.
Posizioni massime
| Classifica (2004)-(2005)     | Posizione |
| ---------------------------- | --------- |
| Belgio (Vallonia)            | 35        |
| Belgio (Fiandre)             | 65        |
| Italia                       | 1         |
| Spagna                       | 3         |
| Stati Uniti (Latin Song)     | 17        |
| Stati Uniti (Latin Pop Song) | 9         |
| Svizzera                     | 25        |

### Classifiche di fine anno
| Classifica (2004) | Posizione |
| ----------------- | --------- |
| Italia            | 19        |

## Interpretazioni dal vivo
Nel 2004 Laura Pausini esegue il brano Resta in ascolto in versione live in duetto con Grégory Lemarchal.